# Phrynobatrachus elberti
Phrynobatrachus elberti là một loài ếch trong họ Petropedetidae, được Ahl phân loại vào năm 1925. Chúng được tìm thấy ở Tchad và có thể cả Cộng hòa Trung Phi.
Các môi trường sống tự nhiên của chúng là đầm nước ngọt và đầm nước ngọt có nước theo mùa.